# Liste der Gerichte in der Provinz Hessen-Nassau (1867)
Die Liste der Gerichte in der Provinz Hessen-Nassau (1867) des Königreichs Preußen ist für die beiden Regierungsbezirke der Provinz, Regierungsbezirk Kassel und Regierungsbezirk Wiesbaden, aus den amtlichen Verzeichnissen (Plan für die Organisation der Gerichte) von 1867 entnommen worden; in der zum Regierungsbezirk Wiesbaden gehörigen vormaligen freien Stadt Frankfurt blieb die Gerichtsorganisation 1867 bis 1879 im Wesentlichen unverändert bestehen. Die Regelungen bestanden bis zum Inkrafttreten des Gerichtsverfassungsgesetzes vom 27. Januar 1877 am 1. Oktober 1879.
Für den Regierungsbezirk Kassel und den Regierungsbezirk Wiesbaden mit Ausnahme der Stadt Frankfurt a. M. bestanden zwei Pläne des preußischen Justizministers, die dieser 1867 in Wirksamkeit setzte. Diese Pläne dienten der Ausführung der beiden Verordnungen vom 26. Juni 1867 über die Gerichtsverfassung im vormaligen Kurfürstenthum Hessen und den vormals Königlich Bayerischen Gebietstheilen, mit Ausschluß der Enklave Kaulsdorf und im vormaligen Herzogthum Nassau und den vormals Großherzoglich Hessischen Gebietstheilen, mit Ausschluß des Oberamtsbezirks Meisenheim.
Die Verordnungen über die Neuorganisation der Gerichte, die von der Siegermacht Preußen nach dem Deutschen Krieg 1866 erlassen worden waren, beruhten auf dem Annexionsgesetz für Kurhessen, Nassau und Frankfurt vom 20. September 1866. Die preußische Annexion der Gebiete in der 1868 neu gegründeten Provinz Hessen-Nassau, die aus den beiden zuvor schon gegründeten Regierungsbezirken Kassel und Wiesbaden gebildet wurde, hatte deren Gerichte (im Regierungsbezirk Kassel [Kurhessen] Justizämter/im Regierungsbezirk Wiesbaden [Nassau] Ämter) mit nur wenigen Gebietsänderungen übernommen.
Das Königreich Bayern trat im Friedensvertrag vom 22. August 1866 das Bezirksamt Gersfeld, später Kreis Gersfeld und den Landgerichtsbezirk Orb ohne Aura an Preußen ab, das Großherzogtum Hessen im Friedensvertrag vom 3. September 1866 den Kreis Vöhl, einschließlich der Enklaven Eimelrod und Höringhausen. Diese annektierten Gebiete waren von relativ geringem Umfang.
Aus dem Stadtgebiet und dem größten Teil des Landgebiets der freien Stadt Frankfurt wurde 1867 der preußische Stadtkreis Frankfurt a. M. gebildet. Dieser konnte auf Grund einer geschickten Verhandlung mit Preußen seine Gerichtsorganisation weitgehend erhalten. Erst durch das Gerichtsverfassungsgesetz (GVG) wurde 1879 die neue reichsweite Gerichtsverfassung auch in Frankfurt eingeführt.

## A. Gerichte im Gebiet des Regierungsbezirks Kassel
Der Plan für die Gerichte in dem vormaligen Kurfürstenthum Hessen und den vormals Königlich Bayerischen Gebietstheilen, mit Ausschluss der Enklave Kaulsdorf sah folgendes vor:

### I. Das Appellationsgericht in Cassel.
Ein Präsident, ein Vize-Präsident, 14 Räthe
Das Appellationsgericht in Cassel „zerfiel“ in zwei Senate: einen Zivil- und einem Strafsenat (Allgemeine Verfügung des Justiz-Ministers vom 12. October 1867, Justiz-Ministerial-Blatt S. 360). Zur Beschlussfassung waren fünf Mitglieder notwendig.

### II. Kreisgerichte.
| No. | Sitz der Kreisgerichte. | Zahl der Amtsgerichte. | Zahl der Amtsrichter. | Zahl der bei den Kreisgerichten angestellten Richter. |
| --- | ----------------------- | ---------------------- | --------------------- | ----------------------------------------------------- |
| 1.  | Cassel                  | 24                     | 33                    | 11                                                    |
| 2   | Fulda                   | 8                      | 12                    | 5                                                     |
| 3   | Hanau                   | 15                     | 18                    | 6                                                     |
| 4   | Marburg                 | 12                     | 16                    | 6                                                     |
| 5   | Rinteln                 | 4                      | 4                     | 3                                                     |
| 6   | Rotenburg               | 13                     | 20                    | 9                                                     |
|     |                         | 76                     | 103                   | 40 incl. 6 Direktoren.                                |

### III. Amtsgerichte.
| Laufende Nummer | Sitz der Amtsgerichte.   | Gerichtsbezirk. | Zahl der Amtsrichter. |
| --------------- | ------------------------ | --- | --------------------- |
|                 |                          | I. Kreisgericht Cassel. |                       |
| 1.              | Cassel (Amtsgericht I.)  | Bezirk des seitherigen Stadtgerichts zu Cassel | 5                     |
| 2.              | Cassel (Amtsgericht II.) | Bezirk der seitherigen Justizämter I, II. und III. zu Cassel | 3                     |
| 3.              | Abterode                 | Bezirk des seitherigen Justizamts Abterode | 1                     |
| 4.              | Allendorf                | " Allendorf | 1                     |
| 5.              | Bischhausen              | " Justizamts Bischhausen | 1                     |
| 6.              | Carlshafen               | " Justizamts Carlshafen | 1                     |
| 7.              | Eschwege                 | Bezirk der seitherigen Justizämter I. und II. zu Eschwege | 2                     |
| 8.              | Felsberg                 | " Felsberg | 1                     |
| 9.              | Fritzlar                 | " Fritzlar | 1                     |
| 10.             | Grebenstein              | " Grebenstein | 1                     |
| 11.             | Großalmerode             | " Großalmerode | 1                     |
| 12.             | Gudensberg               | " Gudensberg | 1                     |
| 13.             | Hofgeismar               | " Hofgeismar | 2                     |
| 14.             | Jesberg                  | " Jesberg | 1                     |
| 15.             | Lichtenau                | " Lichtenau | 1                     |
| 16.             | Naumburg                 | " Naumburg | 1                     |
| 17.             | Netra                    | " Netra | 1                     |
| 18.             | Oberkaufungen            | " Oberkaufungen | 1                     |
| 19.             | Veckerhagen              | " Sababurg | 1                     |
| 20.             | Volkmarsen               | " Volkmarsen | 1                     |
| 21.             | Wanfried                 | " Wannfried | 1                     |
| 22.             | Witzenhausen             | " Witzenhausen | 2                     |
| 23.             | Wolfhagen                | " Wolfhagen | 1                     |
| 24.             | Zierenberg               | " Zierenberg | 1                     |
|                 |                          | | 33                    |
|                 |                          | II. Kreisgericht Fulda. |                       |
| 1.              | Fulda                    | Bezirk der seitherigen Justizämter I, II und III. zu Fulda | 3                     |
| 2.              | Burghaun                 | Bezirk des seitherigen Justizamts Burghaun | 1                     |
| 3.              | Eiterfeld                | " Eiterfeld | 1                     |
| 4.              | Großenlüder              | " Großenlüder | 1                     |
| 5.              | Hilders                  | " Hilders | 2                     |
| 6.              | Hünfeld                  | " Hünfeld | 1                     |
| 7.              | Neuhof                   | " Neuhof | 1                     |
| 8.              | Weyhers                  | " Weyhers | 2                     |
|                 |                          | | 12                    |
|                 |                          | III. Kreisgericht Hanau. |                       |
| 1.              | Hanau                    | Bezirk der seitherigen Justizämter I. und II. zu Hanau | 4                     |
| 2.              | Bergen                   | Bezirk des seitherigen Justizamts Bergen | 1                     |
| 3.              | Bieber                   | " Bieber | 1                     |
| 4.              | Birstein                 | " Birstein | 1                     |
| 5.              | Bockenheim               | " Bockenheim | 1                     |
| 6.              | Gelnhausen               | " Gelnhausen | 1                     |
| 7.              | Langenselbold            | " Langenselbold | 1                     |
| 8.              | Meerholz                 | " Meerholz | 1                     |
| 9.              | Orb                      | " Orb | 1                     |
| 10.             | Salmünster               | " Salmünster | 1                     |
| 11.             | Schlüchtern              | " Schlüchtern | 1                     |
| 12.             | Schwarzenfels            | " Schwarzenfels | 1                     |
| 13.             | Steinau                  | " Steinau | 1                     |
| 14.             | Wächtersbach             | " Wächtersbach | 1                     |
| 15.             | Windecken                | " Windecken | 1                     |
|                 |                          | | 18                    |
|                 |                          | IV. Kreisgericht Marburg. |                       |
| 1.              | Marburg                  | Bezirk der seitherigen Justizämter I. und II. zu Marburg | 3                     |
| 2.              | Frankenberg              | Bezirk des seitherigen Justizamts Frankenberg | 2                     |
| 3.              | Fronhausen               | " Fronhausen | 1                     |
| 4.              | Kirchhain                | Bezirk der seitherigen Justizämter Amöneburg und Kirchhain | 2                     |
| 5.              | Neukirchen               | Bezirk des seitherigen Justizamts Neukirchen | 1                     |
| 6.              | Neustadt                 | " Neustadt | 1                     |
| 7.              | Oberaula                 | " Oberaula | 1                     |
| 8.              | Rauschenberg             | " Rauschenberg | 1                     |
| 9.              | Rosenthal                | " Rosenthal | 1                     |
| 10.             | Treysa                   | " Treysa | 1                     |
| 11.             | Wetter                   | " Wetter | 1                     |
| 12.             | Ziegenhain               | " Ziegenhain | 1                     |
|                 |                          | | 16                    |
|                 |                          | IV. Kreisgericht Rinteln. |                       |
| 1.              | Rinteln                  | Bezirk des seitherigen Justizamts Rinteln | 1                     |
| 2.              | Obernkirchen             | " Obernkirchen | 1                     |
| 3.              | Oldendorf                | " Oldendorf | 1                     |
| 4.              | Rodenberg                | " Rodenberg | 1                     |
|                 |                          | | 4                     |
|                 |                          | VI. Kreisgericht Rotenburg. |                       |
| 1.              | Rotenburg                | Bezirk der seitherigen Justizämter I. und II. zu Rotenburg | 3                     |
| 2.              | Borken                   | Bezirk des seitherigen Justizamts Borken | 1                     |
| 3.              | Friedewald               | " Friedewald | 1                     |
| 4.              | Hersfeld                 | Bezirk der seitherigen Justizämter I. und II. zu Hersfeld nebst folgenden Ortschaften des seitherigen Justizamtsbezirks Raboldshausen: Raboldshausen, Mühlbach, Saasen mit Neuenstein, Schloß und Vorwerk, und Salzberg                                                               | 2                     |
| 5.              | Homberg                  | Bezirk der seitherigen Justizamts Homberg nebst folgenden Ortschaften des seitherigen Justizamtsbezirks Raboldshausen: Eilingshausen, Grebenhagen, Hergetsfeld, Niederappenfeld, Niederhülsa, Oberappenfeld, Oberhülsa, Völkershain mit dem Hof Baßfeld, Wallenstein mit dem Schlosse | 2                     |
| 6.              | Melsungen                | Bezirk der seitherigen Justizamtes Melsungen | 1                     |
| 7.              | Nentershausen            | " Nentershausen | 1                     |
| 8.              | Niederaula               | " Niederaula | 1                     |
| 9.              | Schenklengsfeld          | " Schenklengsfeld | 1                     |
| 10.             | Schmalkalden             | Bezirk der seitherigen Justizämter zu Brotterode, Herrenbreitungen und Schmalkalden | 4                     |
| 11.             | Sontra                   | " Justizamts Sontra | 1                     |
| 12.             | Spangenberg              | " Spangenberg | 1                     |
| 13.             | Steinbach-Hallenberg     | " Steinbach-Hallenberg | 1                     |
|                 |                          | | 20                    |

## B. Gerichte im Gebiet des Regierungsbezirks Wiesbaden
Der Plan für die Gerichte in dem vormaligen Herzogthum Nassau und den vormals Großherzoglich Hessischen Gebietstheilen, mit Ausschluß des Oberamtsbezirks Meisenheim, sah folgendes vor:

### I. Das Appellationsgericht in Wiesbaden.
1 Präsident, 1 Vize-Präsident, 11 Räthe.
Das Appellationsgericht in Wiesbaden „zerfiel“ in zwei Senate: Einen Zivil- und einen Strafsenat (Allgemeine Verfügung des Justiz-Ministers vom 12. October 1867, Justiz-Ministerial-Blatt S. 360). Zur Beschlussfassung waren fünf Mitglieder notwendig.

### II. Kreisgerichte.
| No. | Sitz der Kreisgerichte. | Zahl der Amtsgerichte. | Zahl der Amtsrichter. | Zahl der bei den Kreisgerichten angestellten Richter. |
| --- | ----------------------- | ---------------------- | --------------------- | ----------------------------------------------------- |
| 1.  | Dillenburg              | 11                     | 20                    | 7                                                     |
| 2.  | Limburg                 | 12                     | 22                    | 8                                                     |
| 3.  | Wiesbaden               | 10                     | 26                    | 11                                                    |

### III. Amtsgerichte.
| Laufende Nummer | Sitz der Amtsgerichte. | Gerichtsbezirk. | Zahl der Amtsrichter. |
| --------------- | ---------------------- | --- | --------------------- |
|                 |                        | I. Kreisgericht Dillenburg. |                       |
| 1.              | Biedenkopf             | Der bisherige Bezirk des Landgerichts Biedenkopf | 2                     |
| 2.              | Battenberg             | Der bisherige Bezirk des Landgerichts Battenberg | 1                     |
| 3.              | Gladenbach             | Der bisherige Bezirk des Landgerichts Gladenbach nebst den früher zu dem Großherzoglich Hessischen Kreise Gießen gehörigen Orten (Frankenbach, Krumbach, Königsberg, Fellingshausen, Bieber, Haina, Rodheim, Waldgirmes, Naunheim und Hermannstein mit Gemarkungen) | 2                     |
| 4.              | Vöhl                   | Der bisherige Bezirk des Landgerichts Vöhl | 1                     |
| 5.              | Dillenburg             | Der bisherige Bezirk des Amts Dillenburg | 2                     |
| 6.              | Herborn                | Der bisherige Bezirk des Amts Herborn | 2                     |
| 7.              | Rennerod               | Der bisherige Bezirk des Amts Rennerod | 2                     |
| 8.              | Marienberg             | Der bisherige Bezirk des Amts Marienberg | 1                     |
| 9.              | Hachenburg             | Der bisherige Bezirk des Amts Hachenburg | 2                     |
| 10.             | Selters                | Der bisherige Bezirk des Amts Selters |                       |
| 11.             | Weilburg               | Der bisherige Bezirk des Amts Weilburg |                       |
|                 |                        | | 20                    |
|                 |                        | II. Kreisgericht Limburg. |                       |
| 1.              | Limburg                | Der bisherige Bezirk des Amts Limburg | 2                     |
| 2.              | Diez                   | desgleichen des Amts Diez |                       |
| 3.              | Runkel                 | desgleichen des Amts Runkel | 2                     |
| 4.              | Hadamar                | desgleichen des Amts Hadamar | 3                     |
| 5.              | Wallmerod              | desgleichen des Amts Wallmerod | 2                     |
| 6.              | Montabaur              | " desgleichen des Amts Montabaur | 2                     |
| 7.              | Nastätten              | desgleichen des Amts Nastätten | 2                     |
| 8.              | Nassau                 | Die Stadt Nassau nebst den Orten Attenhausen, Bergnassau, Scheuern, Bremberg, Gutenacker, Kördorf, Lollschied, Niedertiefenbach, Obernhof, Pohl, Roth, Seelbach und Kalkofen, Singhofen, Weinähr, Winden                                                            | 1                     |
| 9.              | Ems                    | Die Stadt Ems nebst den Ortschaften Bechen, Dausenau, Dessinghofen, Dienethal, Dornholzhausen, Geisig, Hömberg, Kemmenau, Misselber, Oberwies, Schweihausen, Sulzbach, Zimmerschied                                                                                 | 1                     |
| 10.             | Oberlahnstein          | Oberlahnstein, Fachbach, Miellen, Niederlahnstein, Nievern | 1                     |
| 11.             | Braubach               | Der übrige, nicht dem Amtsgericht Oberlahnstein zugetheilte Bezirk des bisherigen Amts Braubach | 1                     |
| 12.             | Usingen                | Der bisherige Bezirk des Amts Usingen | 3                     |
|                 |                        | | 22                    |
|                 |                        | III. Kreisgericht Wiesbaden. |                       |
| 1.              | Homburg v. d. Höhe     | Der bisherige Bezirk des Justizamtes Homburg v. d. Höhe nebst Rödelheim und dem vormals Großherzoglich Hessischen Theile des Ortes Niederursel | 3                     |
| 2.              | Höchst                 | Der bisherige Bezirk des Amts Höchst | 3                     |
| 3.              | Hochheim               | desgleichen des Amts Hochheim | 2                     |
| 4.              | Königstein             | desgleichen des Amts Königstein | 2                     |
| 5.              | Wiesbaden              | desgleichen des Amts Wiesbaden | 5                     |
| 6.              | Eltville               | desgleichen des Amts Eltville | 2                     |
| 7.              | Rüdesheim              | desgleichen des Amts Rüdesheim | 2                     |
| 8.              | St. Goarshausen        | desgleichen des Amts St. Goarshausen | 2                     |
| 9.              | Langen-Schwalbach      | Der bisherige Bezirk der Ämter Langen-Schwalbach und Wehen | 3                     |
| 10.             | Idstein                | Der bisherige Bezirk des Amts Idstein | 2                     |
|                 |                        | | 26                    |

## C. Gerichte im Gebiet der Stadt Frankfurt a.M. (Stadtgebiet und die Frankfurter Landgemeinden)
Die Gerichtsverfassung der vormaligen freien Stadt Frankfurt (preußische Schreibweise (1867–1945): Frankfurt a. M.) beruhte nicht auf einem Plan. Bis auf wenige Änderungen wurde die bisher bestehende Gerichtsverfassung Frankfurts beibehalten. Es kam daher im Gegensatz zu den Gerichten im Gebiet des vormaligen Kurfürstentums und des vormaligen Herzogtums Nassau (jeweils mit den ehemaligen bayerischen bzw. großherzoglich-hessischen Gebieten) zu keiner umfassenden Neugestaltung. Die Regelungen bestanden bis zum Inkrafttreten der Reichsjustizgesetze vom 1. Oktober 1879, hier des Gerichtsverfassungsgesetzes vom 27. Januar 1877.
Die Stadt und ihre Landgemeinden behielten den vorherigen Gerichtsaufbau weitgehend bei; nur die oberste Instanz veränderte sich. Daher findet sich auch in dem preußischen Justizministerialblatt (amtlich: Justiz-Ministerial-Blatt für die Preußische Gesetzgebung und Rechtspflege) keine amtliche Publikation darüber, vielmehr ist im nichtamtlichen Theil in einem Artikel unter dem Titel Gerichtsverfassung der vormaligen freien Stadt Frankfurt am Main auch ein Abschnitt über die Verfassung der Gerichtsbehörden enthalten.